# Boundary Park
Boundary Park er et fodboldstadion i Oldham i England, der er hjemmebane for League Two-klubben Oldham Athletic. Stadionet har plads til 13.186 tilskuere, og alle pladser er siddepladser. Det blev indviet i 1904.